# CVS/ファーマシー

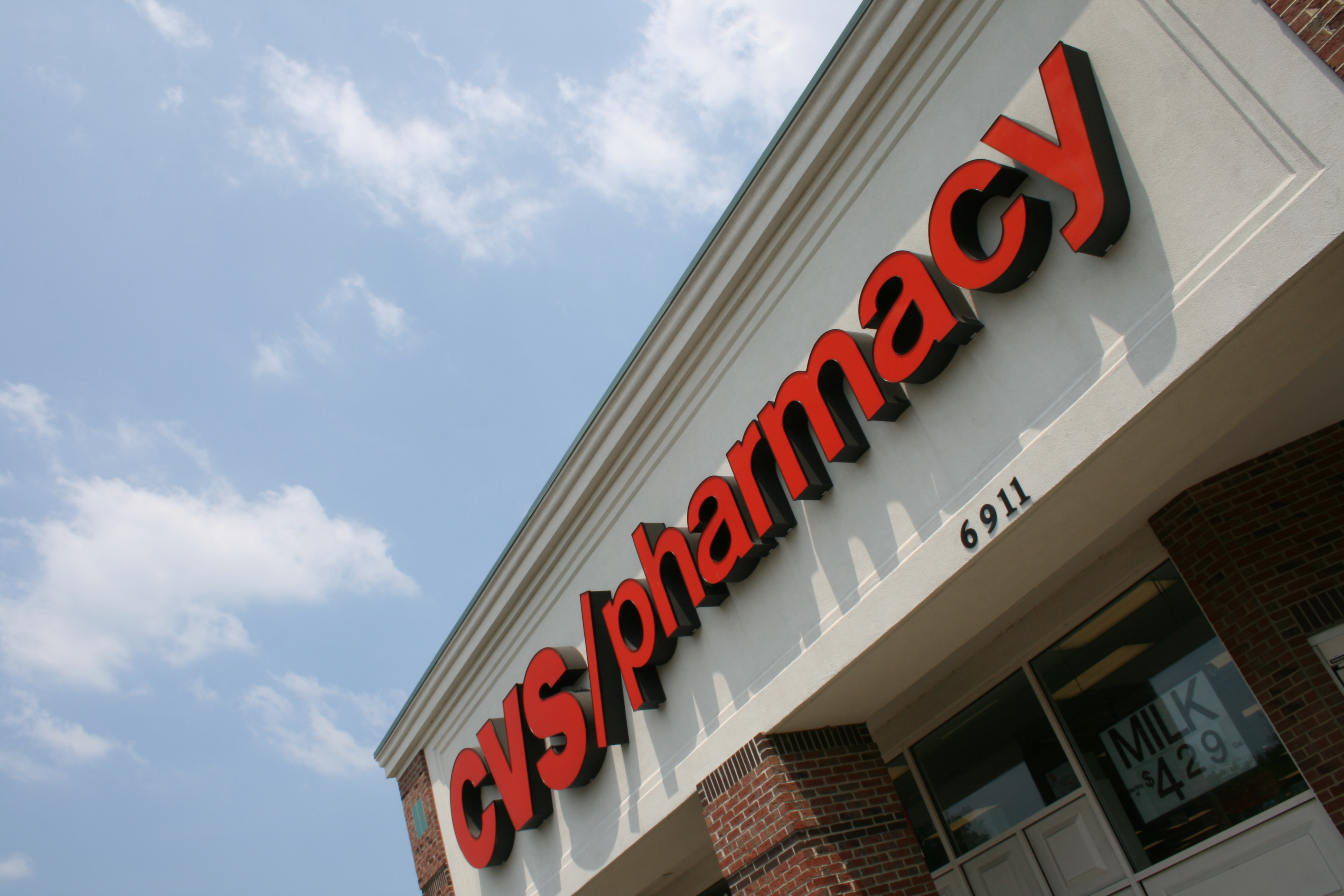
典型的なCVS/ファーマシーの店舗（ノースカロライナ州ダーラム）

CVS/ファーマシー（CVS/pharmacy、通常CVSと呼ばれる）は、アメリカ合衆国の薬局・コンビニエンスストア・チェーンである。
CVSはアメリカ最大の薬局チェーンの1つで、全国に9,800店以上（2018年5月時点）を展開している。CVSケアマークの小売り薬局部門として、CVS/ファーマシー、ロングスドラッグスといった小売店およびcvs.comによるオンライン販売を通じ、処方薬のほか、美容用品、化粧品、写真現像、季節商品、グリーティング・カード、食料品といった一般商品を販売している。また、MinuteClinic、Diabetes Care Centersを通じて、健康管理サービスも提供している。これらの診療所のほとんどはCVS店舗内にある。
1963年にマサチューセッツ州ローウェルで創業。メルヴィル・カンパニーが1996年にCVS Corporationと名前を変えるまでその子会社であった。2007年、薬剤給付管理事業大手のケアマーク社との経営統合に伴い、CVS/ファーマシーは新会社CVSケアマークの保有となり、その後2014年に同社がCVSヘルスと改名し、CVSヘルスの傘下として現在に至っている。ロードアイランド州ウーンソケットに本社を置く。

## 名前
名前はConsumer Value Stores（消費者価値店舗網）を表すとされてきたが、CEOのトーマス・ライアンは、今は"Customer, Value, and Service"（消費者、価値、サービス）と考えている、と語っている。
アメリカ北東部の地域チェーン時代には、CVSの多くの店舗には薬局がなかった。薬局を持つ店舗が"CVS/ファーマシー"（pharmacy=薬局）と呼ばれるのに対し、これらの店舗は単に"CVS"と呼ばれた。いくつかの地域では、店名にpharmacyが含まれる場合、薬局の設置が必須となっており、今日では薬局なしでは新店舗を開設していない。ニューイングランド地域、ニューヨーク州、ワシントンD.C.、そしていくつかのショッピングモールに残る旧来のコンビニエンスストア型店舗は徐々に廃止している。

## 論争

### たばこの販売中止
米国の薬局では一般的なことだが、CVSはもともとたばこを在庫として持っており、一般に販売していた。このことについて、喫煙に関連する健康への有害な影響のために薬局からたばこを排除する公衆衛生擁護者からの批判に遭い、禁煙グッズや喫煙によって引き起こされたり悪化したりする喘息などの病気を治療する薬を提供しながらたばこを販売するという暗黙の矛盾があると指摘された。
2014年2月、CVSは自社店舗でのたばこなどのたばこ製品の販売を中止し、他の小売店にも同様の対応を求めると発表した。この決定は、同社が年間約15億ドルのたばこ収入を手放すことを意味していた。
2014年9月3日、CVSは店舗でのたばこの販売を正式に中止した。

### 写真サイトのセキュリティ
2015年7月17日、CVSはオンライン写真処理サービスを停止し、PNI Digital Mediaと思われるサードパーティベンダーのせいにした。　記者によると、CVSはハッカーが顧客の写真だけでなくデータも盗んだのではないかという質問に対して肯定も否定もしようとしなかった。 2015年11月末にはCVSの写真ウェブサイトは復旧し、顧客は再びオンラインで写真サービスを注文することができるようになった。